# Halvad
Halvad är en ort i Indien.   Den ligger i distriktet Surendranagar och delstaten Gujarat, i den västra delen av landet, 900 km sydväst om huvudstaden New Delhi. Halvad ligger 45 meter över havet och antalet invånare är 26 205.
Terrängen runt Halvad är platt, och sluttar norrut. Runt Halvad är det ganska tätbefolkat, med 116 invånare per kvadratkilometer. Det finns inga andra samhällen i närheten. Trakten runt Halvad består till största delen av jordbruksmark.